# 96591 Emiliemartin
96591 Emiliemartin è un asteroide della fascia principale. Scoperto nel 1998, presenta un'orbita caratterizzata da un semiasse maggiore pari a 3,1098639 au e da un'eccentricità di 0,1739342, inclinata di 1,00379° rispetto all'eclittica.